# Freddy Got Fingered
Freddy Got Fingered ist eine US-amerikanische Filmkomödie von und mit Tom Green. Er erschien im Jahr 2001 und erhielt verheerende Kritiken.

## Handlung
Der arbeitslose 28-jährige Comiczeichner Gordon „Gord“ Brody verlässt sein Elternhaus in Portland, Oregon, um seinen Lebenstraum zu verwirklichen: einen Vertrag für eine Zeichentrickserie zu bekommen. Seine Eltern Jim und Julie schenken ihm einen Chrysler LeBaron, mit dem er nach Los Angeles fährt, wo er in einer Käsesandwichfabrik arbeitet, um Geld zu verdienen. Gord zeigt seine Zeichnungen Dave Davidson, dem Leiter eines großen Trickfilmstudios. Davidson lobt die Arbeiten, bezeichnet aber die dargestellten Konzepte, darunter die selbstjustizielle „X-Ray Cat“, als unsinnig. Entmutigt kündigt Gord und kehrt zu seinen Eltern zurück.
Nach seiner Rückkehr beschimpft und beleidigt Jim Gord ständig und sagt ihm, er solle seine Karriere als Animator vergessen und sich „einen Job suchen“. Als Gord seinen Freund Darren zum Skaten auf einer hölzernen Halfpipe drängt, die er vor dem Haus der Brodys gebaut hat, stürzt Darren und bricht sich das Bein. Im Krankenhaus gibt sich Gord als Arzt aus, entbindet ein Baby und lernt eine attraktive Krankenschwester namens Betty kennen, die einen Rollstuhl benutzt, eine Vorliebe für Fellatio hat und einen raketenbetriebenen Rollstuhl entwickeln will. Gord lügt seinem Vater vor, er habe einen Job in der Computerbranche und geht mit Betty in ein Restaurant, während er vorgibt, bei der Arbeit zu sein.
Jim sieht ihn dort und macht sich über Betty wegen ihrer Behinderung lustig. Nach einer Schlägerei im Restaurant wird Gord verhaftet und Betty holt ihn auf Kaution wieder raus. Auf ihren Rat hin versucht Gord weiter zu zeichnen, gerät aber in einen Streit mit Jim, der daraufhin Gords Halfpipe zertrümmert. Gord und seine Eltern gehen daraufhin zur Familientherapie, wo Gord seinen Vater fälschlicherweise beschuldigt, Gords jüngeren Bruder Freddy zu Fingern.
Der 25-jährige Freddy wird in ein Heim für sexuell missbrauchte Kinder eingewiesen, obwohl er eindeutig erwachsen ist. Julie, die Jims tatsächliches und vermeintliches Verhalten satt hat, verlässt ihn und geht mit dem Basketballspieler Shaquille O’Neal aus. Betrunken erzählt Jim Gord, wie sehr er ihn enttäuscht hat. Beeindruckt von den Worten seines Vaters beschließt Gord, seine Ambitionen als Cartoonist aufzugeben und nimmt einen Job in einem örtlichen Sandwich-Laden an.
Nachdem er in den Fernsehnachrichten einen Bericht über Bettys erfolgreichen Raketen-Rollstuhl gesehen hatte, war Gord inspiriert, seine Träume wieder aufzunehmen. Er kehrt mit einem Konzept nach Hollywood zurück, das auf seiner Beziehung zu seinem Vater basiert: eine Zeichentrickserie für Erwachsene mit dem Titel Zebras in America. Jim folgt Gord dorthin, nachdem er Darren gedroht hat, seinen Aufenthaltsort zu verraten. Während Gord Davidson die Serie vorstellt, stürmt Jim in Davidsons Büro und verwüstet es.
Davidson glaubt, dass Jims Aktionen Teil von Gords Verkaufsargumenten sind, gibt Zebras in America grünes Licht und überreicht Gord einen Scheck über eine Million Dollar. Gord gibt ein Viertel des Geldes für ein aufwendiges Dankeschön an Betty aus, weil sie ihn inspiriert hat, und benutzt einen Hubschrauber, um ihr Schmuck zu liefern. Sie bedankt sich, sagt aber, dass sie eigentlich nur mit ihm vögeln will. Gord gibt den Rest seines Geldes aus, um das Haus der Brodys nach Pakistan zu verlegen, wo sein Vater bewusstlos im Haus liegt – eine Antwort auf Jims frühere Bemerkung: „Wenn das Pakistan wäre, hättest du mit vier Fußbälle genäht!“
Gord und Jim versöhnen sich schnell, werden aber entführt und als Geiseln gehalten. Die Entführung macht Schlagzeilen, da Gords Serie bereits populär geworden ist. Nach 18 Monaten Gefangenschaft kehren Gord und Jim in die USA zurück, wo sie von einer riesigen Menschenmenge empfangen werden, darunter Betty, Darren und ein Demonstrant mit einem Schild mit der Aufschrift „When the fuck is this movie going to end“.

## Veröffentlichung und deutsche Fassung
Die ursprüngliche Fassung des Films wurde von der Motion Picture Association of America als NC-17  eingestuft, woraufhin er nachträglich geschnitten wurde, um ein Restricted zu erhalten. Die deutschsprachige Synchronisation entstand durch Metz-Neun Synchron Studio und Verlags GmbH in Offenbach.
Bei Produktionskosten von $14.000.000 wurden in den US-amerikanischen Kinos $14.333.252 eingespielt. Profitabel wurde erst die DVD-Auswertung, dort wurden im Verleih $24.300.000 eingenommen.
| Figur                    | Darsteller           | Deutscher Sprecher  |
| ------------------------ | -------------------- | ------------------- |
| Gord Brody               | Tom Green            | Erik Borner         |
| Jim Brody                | Rip Torn             | Joachim Kerzel      |
| Betty                    | Marisa Coughlan      | N.N.                |
| Freddy Brody             | Eddie Kaye Thomas    | N.N.                |
| Darren                   | Harland Williams     | N.N.                |
| Mr. Dave Davidson        | Anthony Michael Hall | Stephan Schleberger |
| Julie Brody              | Julie Hagerty        | N.N.                |
| Davidsons Rezeptionistin | Drew Barrymore       | N.N.                |
| Shaquille O’Neal         | Shaquille O’Neal     | Heiko Grauel        |
| Kunde                    | Darren Moore         | Heiko Grauel        |
| Doktor                   | George Gordon        | Renier Baaken       |
| Kellner                  | Allan Gray           | Renier Baaken       |

## Rezeption
Freddy Got Fingered erhielt ein sehr schlechtes Presseecho, was sich auch in den Auswertungen US-amerikanischer Aggregatoren widerspiegelt. So erfasst Rotten Tomatoes fast ausschließlich kritische Besprechungen und ordnet den Film damit als „Gammelig“ ein. Metacritic ermittelt aus den vorliegenden Bewertungen „Überwältigendes Missfallen“.
Roger Ebert schrieb eine vernichtende Kritik, in der er ausführte, „der Tag werde niemals kommen, an dem dieser Film als witzig angesehen werde“.

„Komödie von und mit dem Komiker Tom Green, der den knappen Handlungsrahmen zum Anlass für meist weniger gelungene und gewollt geschmacklose Späße nimmt.“

Der Film erhielt fünf Goldene Himbeeren, darunter zum schlechtesten Film des Jahres. Tom Green wurde als schlechtester Hauptdarsteller, Regisseur, Drehbuchautor sowie Filmpaar (mit jedem misshandelten Tier) ausgezeichnet. Rip Torn, Drew Barrymore und Julie Hagerty erhielten jeweils eine Nominierung als schlechteste Nebendarsteller. Green erschien als erster Preisträger bei der Verleihung und nahm die Goldenen Himbeeren entgegen.
Bei den Goldenen Himbeeren 2010 war Freddy Got Fingered als schlechtester Film des Jahrzehnts nominiert.